# リンクリゾルバ
リンクリゾルバ（英: Link Resolver）とは、利用者にとって最適な情報資源への入手方法、経路を示してくれる仕組みのことである。

## 概要
情報資源の探索、といえば以前なら図書館の現物資料にあたる必要があった。しかし、いまは多様な方法で情報資源へアクセスすることができる。図書館所蔵資料に、ILLサービス、電子ジャーナルの購読、機関リポジトリやプレプリントサーバなどである。アクセス可能な情報資源が増えたことで便利になった反面、どれにアクセスしたらよいかがわからなくなった。例えばILLを申し込んだのに、実は電子ジャーナルを契約していた、著者の所属する機関リポジトリで公開されていたなどといったことである。これらは適切コピー問題（Appropriate Copy Problems）と呼ばれる。
このような問題を解決することを目標として、Herbert Van de Sompelによってリンクリゾルバというモデルが提案され、SFXというリンクリゾルバのシステムが開発された。
たとえば、ある情報資源を探すとしよう。図書館の多くが提供しているOPACを用いて所蔵資料の検索を行い所蔵確認する方法がある。情報資源の所蔵を確認したのち、所蔵していれば図書館へいき情報資源へアクセスする。なければILLを依頼するといった流れで情報資源を入手することができる（『OPAC Link』モデル）。また、学術ベンダーが提供している電子ジャーナルサービスなら、所蔵確認（もしくは利用確認）したのちフルテキストへのリンクが貼られ、利用者は即座に情報資源にアクセスすることができる（『Fulltext Link』モデル）。リンクリゾルバで提案されているResolverモデルだと、検索結果から情報資源へのパスを示してくれる。上の例だと図書館に所蔵、しているのかもしくは契約している電子ジャーナルを使うことができるのか、それともILLを通じて入手可能なのかを示してくれる（『Resolver』モデル）。
文献情報データベースなどからもリンク解決が行われる。

## デメリット
- 利用者としての視点でリンクリゾルバの利用感として信用できない、という感覚が残るという意見がある。すごく便利ではあると感じるが、たとえば目隠しをして物を探しているような感覚に似ていて不安をおぼえる。
- 安いものではないので必要性との兼ね合いで導入する必要がある。

また、リンクリゾルバにより直接1次情報にアクセスできることは、研究者にとっては慣れきった情報検索という作業をせずに時間短縮してくれ便利であるが、情報検索の技術を学ぶ必要のある初学者にとってメディアリテラシーの低下を招くのではないかという見方もある。しかしこれはリンクリゾルバをリンクシステムではなく検索システムとみなした誤解である。通常は情報検索を行った上で、その検索結果からリンクリゾルバにアクセスすることになるので、最初に情報検索作業が必要となることに変わりはない。

## 必要性
ある大学でのあるベンダー提供のリンクリゾルバ+統合情報検索システムの見積もりは年間200万強という数字だった。それぞれの懐具合にもよるが、コストはやや高くつく。利用者コミュニティの規模、扱っている電子ジャーナル等の数など費用対効果を考えると、あえて必要ないという図書館もある。
たとえば、リンクリゾルバの機能はいまはいらないが、早急に電子ジャーナルリストの機能だけ欲しいとき、リンクリゾルバの比較をせずに、電子ジャーナルリストの比較だけで導入の判断をするのは危険である。なぜなら、リンクリゾルバや統合検索システムを導入した際に、電子ジャーナルリストはオプション的な存在になる。従って、電子ジャーナルリスト単体での導入においても、リンクリゾルバの機能を比較した上で導入した方が将来性がある。
現在使っている電子ジャーナルマネジメントツールがある場合、それに上乗せした形での導入か、他のジャーナルリスト＋リンクリゾルバにするか、よく考える必要がある。ジャーナルリストとリンクリゾルバがそれぞれ別の提供元になると管理が大変になる。

## 体感してみる
各大学図書館の外部利用という形で利用することができる。ここでは、筑波大学のTulipsを例に挙げる。トップページの「蔵書検索」窓から検索する。検索結果がリスト化されるのでどれかをクリックすると、詳細な書誌情報の画面が表示される。下の方に「この資料への関連情報」として「Tulips Linker(SFXへのリンク)」が表示される。これをクリックすると、リンクリゾルバの中間窓なるものが新しいウィンドウとして生成される。この中間窓からは、フルテキスト（1次情報）へのリンクの有無、またそれ以外にも筑波大学やNDLのOPACやAmazon.comでの検索、ILLの申し込み、RefWorksへの書誌事項インポートを選択することができる。フルテキストが存在し利用できる場合は、そちらを利用することができる（ただし蔵書検索の場合、図書、雑誌、紀要等が検索結果となるので、フルテキストへのリンクが生成されることはほぼないだろう）。できない場合、他の図書館での所蔵を調べたり、ILLへの申し込み、論文管理システムへの登録などをすることができる。
SCOPUSやWeb of Scienceなどのリンクリゾルバに対応した有料サービスが利用できる環境があればリンクリゾルバの恩恵に与ることができるが、無料のGoogle Scholarなどでも体感することができる。Scholar設定の画面で図書館リンクという項目がある。とりあえず「USACO」と入力し「図書館を探す」をクリックすると、「USACO - Full Text @ ユサコ」というチェックボックスが出現するので、それを選択し、画面一番右下の「保存」をクリックする。保存するとGoogle Scholarのトップページに戻るので、何かキーワードをいれて検索すると、検索結果のところに「Find It @ ユサコ」という表示が現れたレコードがあるはずである。それをクリックすると、さきほどの筑波大学のTulipsの例と同じようにSFXの中間窓が生成される。
なお、SFXの具体的な操作方法はTulips Tutorialに詳しい。

## 関連文献
- 坂口 泉「電子ジャーナルサービスでのリンクリゾルバの有効利用について」『薬学図書館』第53巻第2号、2008年、130-132頁。
- 松下 茂「J-STAGEセミナー OpenURLとリンクリゾルバーがもたらした研究情報サービス」『情報管理』第50巻第9号、2007年、550-557頁、doi:10.1241/johokanri.50.550、NAID 130000072390。
- 渡邊 由紀子「大学図書館における電子リソース・サービスの推進--九州大学附属図書館のコンテンツ整備・きゅうとサービス・組織再編」『情報管理』第50巻第6号、2007年、343-353頁、doi:10.1241/johokanri.50.343、NAID 130000072420。
- 吉新 裕昭「獨協医科大学図書館におけるリンクリゾルバの計画から導入まで」『医学図書館』第54巻第2号、2007年、132-13頁、NAID 130002024157。
- 嶋田 晋ほか「AIRwayプロジェクト ： 機関リポジトリ活用のためのリンキングサービスの構築」『ディジタル図書館』第32巻、2007年、15-22頁、NAID 120001300276。
- 今野 穂「学術ポータルシステムPIRKAによる地域医療支援の展開」『情報管理』第49巻第6号、2006年、334-342頁、doi:10.1241/johokanri.49.334、NAID 130000072370。
- 橋本 剛「プロダクト・レビュー Ingenta Connect DDSとサービスを取り巻く環境」『薬学図書館』第51巻第2号、2006年、167-170頁、NAID 40007221680。
- 片岡 真「リンクリゾルバが変える学術ポータル--九州大学附属図書館「きゅうとLinQ」の取り組み」『情報の科学と技術』第56巻第1号、2006年、32-37頁、doi:10.18919/jkg.56.1_32、NAID 110002975552。
- 今野 穂「学術ポータルシステム"PIRKA" : 開発と夢の軌跡(<特集>システムライブラリアン育成計画)」『情報の科学と技術』第56巻第4号、2006年、166-171頁、doi:10.18919/jkg.56.4_166、NAID 110004705442。
- 片岡 真「リンクリゾルバに見るWeb時代の図書館サービス:きゅうとLinQの評価と展望」『薬学図書館』第51巻第4号、2006年、299-306頁。
- 渡邊 由紀子「電子ジャーナルの導入とその影響について : 九州大学の事例(<特集>電子ジャーナルの現状)」『情報の科学と技術』第55巻第6号、2005年、265-270頁、doi:10.18919/jkg.55.6_265、NAID 10016618274。
- 田邊 稔、山田 雅子「慶應義塾大学における電子ジャーナル管理の現状と展望 : EJアクセシビリティを中心として(<特集>電子ジャーナルの現状)」『情報の科学と技術』第55巻第6号、2005年、257-264頁、doi:10.18919/jkg.55.6_257、NAID 110002829815。
- 衣笠 美穂「電子ジャーナルアクセス管理総合サービス「Serials Solutions（シリアルズソリューションズ）」」『オンライン検索』第26巻第3号、2005年、77-86頁、NAID 40007331533。（登録必要）
- 岡野 真一郎「EBSCO A-to-Zのご紹介」『オンライン検索』第26巻第3号、2005年、87-95頁、NAID 40007331534。
- 細井 宏朗「スエッツワイズ・リンカー (特集 電子ジャーナル管理ツール)」『オンライン検索』第26巻第3号、2005年、96-105頁、NAID 40007331535。
- 増田 豊「S・F・Xの現状 (特集 電子ジャーナル管理ツール)」『オンライン検索』第26巻第3号、2005年、106-117頁、NAID 40007331536。（登録必要）
- 片岡 真「EJ等のリンク機能の応用事例 リンク・リゾルバーの効き目」『大学の図書館』第24巻第8号、2005年、161-164頁、NAID 120000985023。
- 設楽 真理子「第5回図書館総合展 次世代リンクシステム Ovid Link Solver」『薬学図書館』第49巻第2号、2004年、110-119頁、NAID 40006282753。
- 長谷川 大輔「電子ジャーナル管理システムE-J Solution」『薬学図書館』第49巻第2号、2004年、153-156頁、NAID 40006282757。（登録必要）
- 増田 豊「動向レビュー OpenURLとS・F・X (小特集 電子情報提供の基盤)」『カレントアウェアネス』第274巻、2002年、17-20頁、NAID 40005663253。
- 増田 豊「学術リンキング －S・F・XとOpenURL－」『情報管理』第45巻第9号、2002年、613-620頁、doi:10.1241/johokanri.45.613、NAID 130000071705。